# Tripteris vaillantii
Tripteris vaillantii là một loài thực vật có hoa trong họ Cúc. Loài này được Decne. mô tả khoa học đầu tiên năm 1834.